# La Chevauchée nocturne de Paul Revere
La Chevauchée nocturne de Paul Revere – en anglais The Midnight Ride of Paul Revere – est un tableau du peintre américain Grant Wood réalisé en 1931. Cette huile sur masonite est une peinture d'histoire qui représente Paul Revere traversant à cheval une localité du Massachusetts dominée par son église, pendant une nuit de la Révolution américaine. Elle est conservée depuis 1950 au Metropolitan Museum of Art, à New York.